# اولیور مازوچی
اولیور مازوچی (ایتالیایی: Oliver Masucci؛ زادهٔ ۶ دسامبر ۱۹۶۸) بازیگر ایتالیای‌تبار اهل آلمان است. وی از سال ۱۹۹۲ میلادی تاکنون مشغول فعالیت بوده‌است.
از فیلم‌ها یا برنامه‌های تلویزیونی که وی در آن نقش داشته‌است می‌توان به ببین کی برگشته، تاریک، و هرگز روی برنگردان اشاره کرد.